# Ellen Day Hale

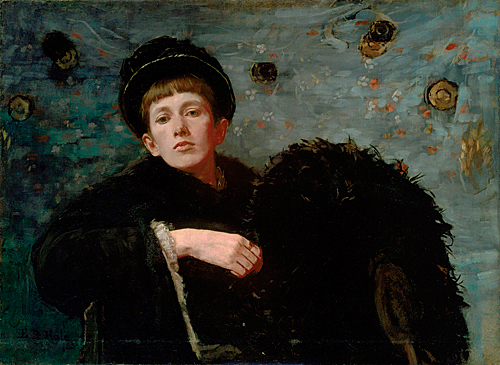
Ellen Day Hale, Selbstporträt 1885, Museum of Fine Arts, Boston

Ellen Day Hale (* 11. Februar 1855 in Worcester (Massachusetts); † 11. Februar 1940 in Brookline (Massachusetts)) war eine US-amerikanische impressionistische Malerin und Radiererin/Grafikerin.

## Familie
Ellen, die Tochter von Edward Everett Hale (1822–1909) und Emily Baldwin Perkins Hale (1829–1914), entstammte einer Bostoner Brahmanen-Familie. Der Vater  war Seelsorger bei den Unitariern und saß bis zu seinem Tode im US-Senat. Ellen hatte fünf jüngere Brüder: Charles Alexander (1861–1868),
Edward Everett (1863–1932), Philip Leslie (1865–1931), Herbert Dudley (1866–1908) und Robert Beverly (1869–1895). Philip Leslie Hale zählte zu den Impressionisten. Herbert Dudley errichtete in Boston als Teilhaber der Firma Hale and Rogers etliche öffentliche Bauwerke. Ellens Tante Susan Hale (1833–1910) aquarellierte. Harriet Beecher Stowe und die Suffragette Isabella Beecher Hooker (1822–1907) waren Ellens Großtanten mütterlicherseits. Charlotte Perkins Gilman war eine von Ellens Cousinen.

## Bildungsweg
Ab 1873 nahm Ellen in Boston bei William Rimmer Privatunterricht im Zeichnen – insbesondere die Darstellung der Anatomie des Menschen betreffend. 1874 bildete sich Ellen bei William Morris Hunt und Helen Mary Knowlton weiter.
Ab 1878 studierte Ellen Hale bei Thomas Eakins an der Pennsylvania Academy of the Fine Arts unter anderem Aktmalerei. 1881 führte sie – gemeinsam mit Helen Knowlton – eine Reise durch Belgien, Holland, Italien, England und Frankreich. In Belgien und in Frankreich wurde sie von ihrer entfernten Cousine Margaret Lesley Bush-Brown begleitet. Ellen Hale studierte in Paris bei Emmanuel Frémiet sowie in der Académie Colarossi Zeichnen. Im September 1882 folgte ein kurzer Studienaufenthalt an der Londoner Royal Academy of Arts. In der Akademie stellte sie A New England Girl aus. Alsbald ging Ellen Hale nach Paris zurück und studierte drei Jahre an der Académie Julian bei Tony Robert-Fleury, Jules-Joseph Lefebvre und William Adolphe Bouguereau.

## Schaffen
1878 zeigte Ellen Hale das Ölbild Wheeling Iron in Boston. Ihr Selbstbildnis (siehe im Artikel oben rechts) schuf Ellen Hale in Roxbury und im Sommerhaus der Familie in Matunuck (eng. Matunuck, Rhode Island). Die Malerin wohnte zumeist in Boston. So wird ihr Werk – ebenso wie das ihres Bruders Philip – der Bostoner Schule (eng. Boston School (painting)) zugerechnet. 1876 stellte sie im Boston Art Club und 1885 in Europa im Salon de Paris aus. In der Nachfolge von James McNeill Whistler versuchte sich die Grafikerin in den verschiedensten Ätztechniken.
In Neuengland ermutigte Ellen Hale junge Malerinnen – inmitten der Männer-Domäne Akademische Malerei – zur eigenständigen Arbeit.

## Leben
Ellen Hale war nie verheiratet. Seite an Seite mit Elizabeth Coffin, Mary Cassatt, Elizabeth Nourse und  Cecilia Beaux zählte sie zu den Neuen Frauen. 1883 fand sie mit Gabrielle D. Clements (1858–1948) eine Gefährtin fürs Leben. Ab 1890 wohnte Hale für zwei Jahre in Santa Barbara (Kalifornien). 1904 zog sie zu ihrem Vater nach Washington, D.C. und führte dem Senator während seiner Aufenthalte in der Metropole das Haus. Hale starb 1940 am Tag ihres 85. Geburtstags in Massachusetts.

## Arbeiten von
1. ↑  Philip Leslie Hale
2. ↑  William Rimmer
3. ↑   Helen Mary Knowlton
4. ↑  Margaret Lesley Bush-Brown

| Personendaten    | Personendaten                           |
| ---------------- | --------------------------------------- |
| NAME             | Hale, Ellen Day                         |
| ALTERNATIVNAMEN  | Hale, Miss Ellen Day                    |
| KURZBESCHREIBUNG | US-amerikanische Malerin und Grafikerin |
| GEBURTSDATUM     | 11. Februar 1855                        |
| GEBURTSORT       | Worcester (Massachusetts)               |
| STERBEDATUM      | 11. Februar 1940                        |
| STERBEORT        | Brookline (Massachusetts)               |